# Clint Bowyer
Clinton Edward "Clint" Bowyer, född den 30 maj 1979 i Emporia, Kansas, är en amerikansk racerförare som kör bil #14 för Stewart-Haas Racing.

## Racingkarriär
Bowyer gjorde sin debut i NASCAR Busch Series 2004, där han under de kommande åren var en av seriens toppförare, då han blev tvåa 2005, samt trea 2006. År 2007 slog han också igenom i huvudserien, där han slutade på tredje plats totalt, efter att ha slagit till med en rad fina placeringar under playoffserien. 2008 vann Bowyer till slut Nationwide-serien, samt blev femma i huvudserien. Han hade sedan en bra start på 2009, med flera jämna resultat i säsongens inledning. Resultaten fick dock en svacka fram emot mitten av säsongen.

### Segrar NASCAR Cup
| Nr | Bana     | År   |
| -- | -------- | ---- |
| 1  | Loudon   | 2007 |
| 2  | Richmond | 2008 |